# Phyllovates brasiliensis
Phyllovates brasiliensis es una especie de mantis de la familia Mantidae.

## Distribución geográfica
Se encuentra en Brasil.